# スティルベ科
スティルベ科（スティルベか）あるいはスチルベ科（スチルベか、学名: Stilbaceae）とは、双子葉植物の科の一つである。11属39種で、大部分が南アフリカ、ケープ州に生育し、熱帯アフリカ、マダガスカル、マスカリン諸島、アラビアにも見られる。

## 形態および分子学的特徴
基本的にはツツジ科のような低木や平凡な低木、草本である。花は基本的に5部位に分かれるが4部位や6、7部位である場合もあり、果実は蒴果となる。
スティルベ科にはC-8のイリドイドグルコシドが見られる場合が多々あるが、これはほかの科では極めてまれにしか見られない（Frederiksen, Damtoft & Jensen (1999)）。

## 分類
この科はクロンキスト体系には存在せず、ダールグレン体系で新設され、APG体系に受け継がれたものである。したがって、古い分類において複数の科に散らばっていた属がまとめられた形となっている。たとえばイクシアンテス属（Ixianthes）は従来ゴマノハグサ科（Scrophulariaceae）に、ヌクシア属（Nuxia）はマチン科（Loganiaceae）あるいはフジウツギ科（Buddlejaceae）に、スティルベ属（Stilbe）はクマツヅラ科（Verbenaceae）に分類されていた。

## 下位分類
- Anastrabe - A. integerrima 1種
- Bowkeria
- （Brookea）[注 1]
- （Campylostachys）[注 2]- 少なくとも C. cernua 1種
- Charadrophila - C. capensis 1種
- （Euthystachys）[注 2]- E. abbreviata 1種
- Halleria
- Ixianthes イクシアンテス属 - イクシアンテス・レツィオイデス（I. retzioides）1種
- （Kogelbergia）[注 2]
- Nuxia ヌクシア属 - ヌクシア・コンゲスタ（N. congesta）など
- （Retzia）[注 3]- R. capensis 1種
- Stilbe スティルベ属
- Thesmophora - T. scopulosa 1種

## ギャラリー

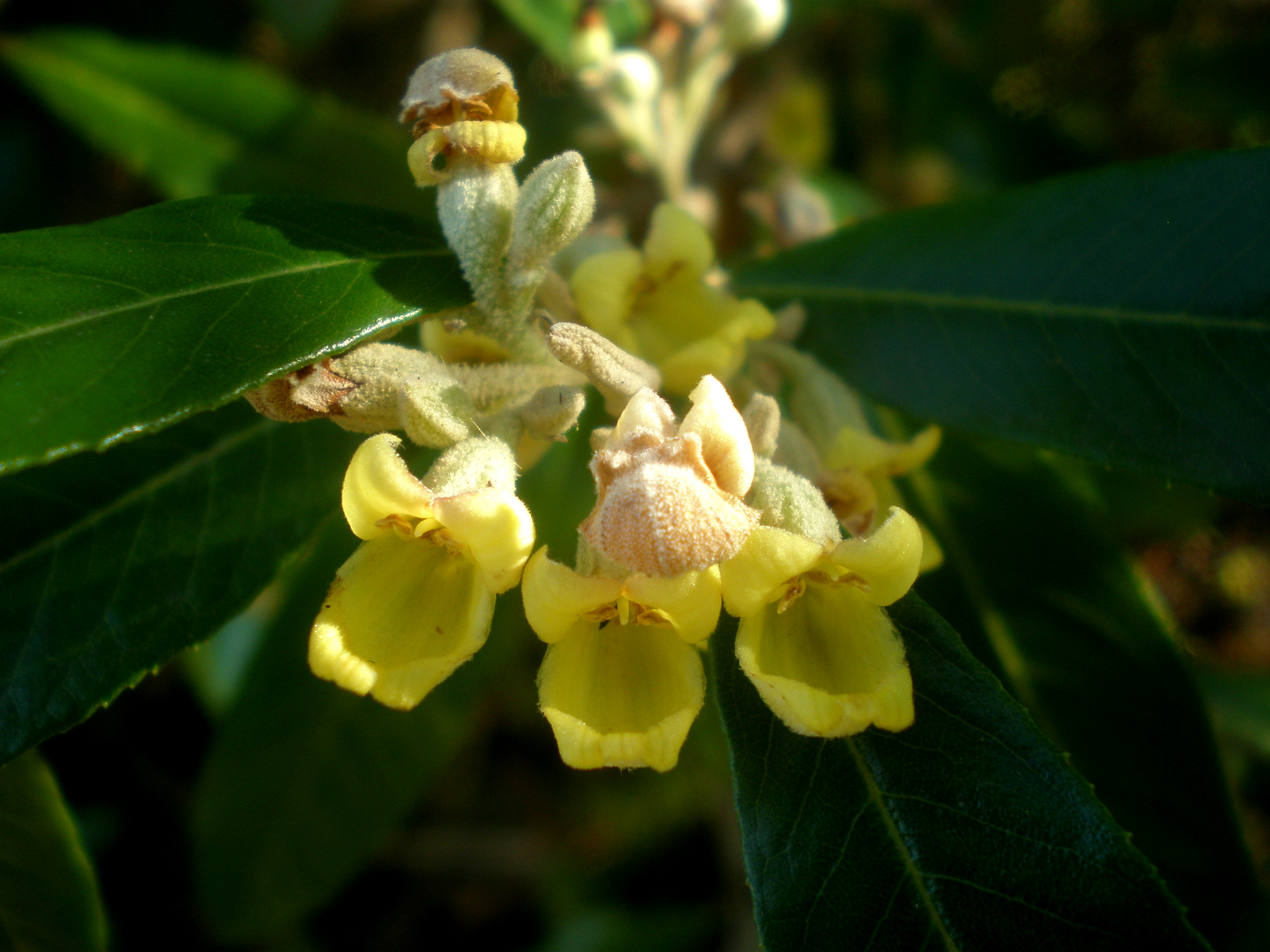
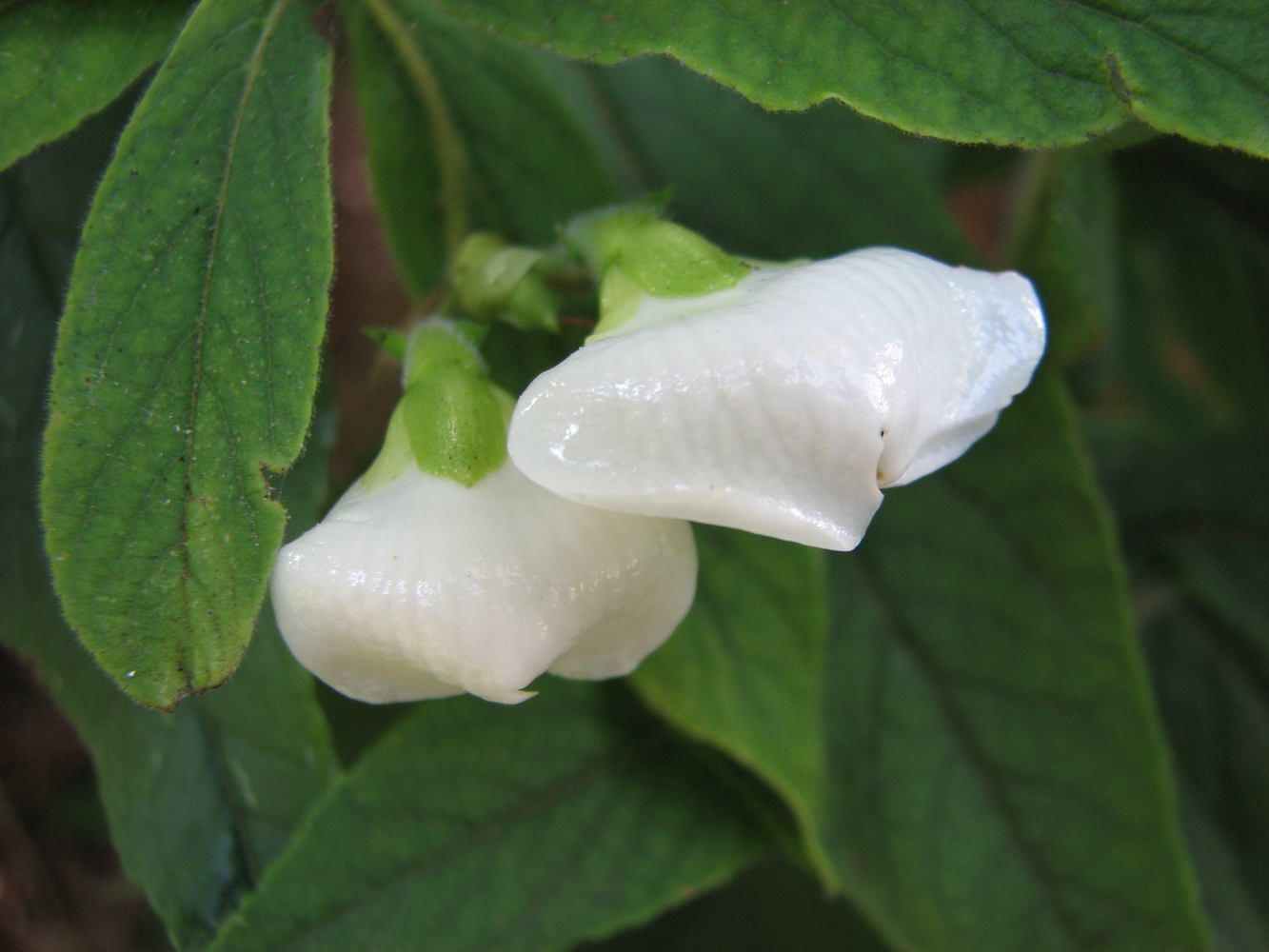
sv
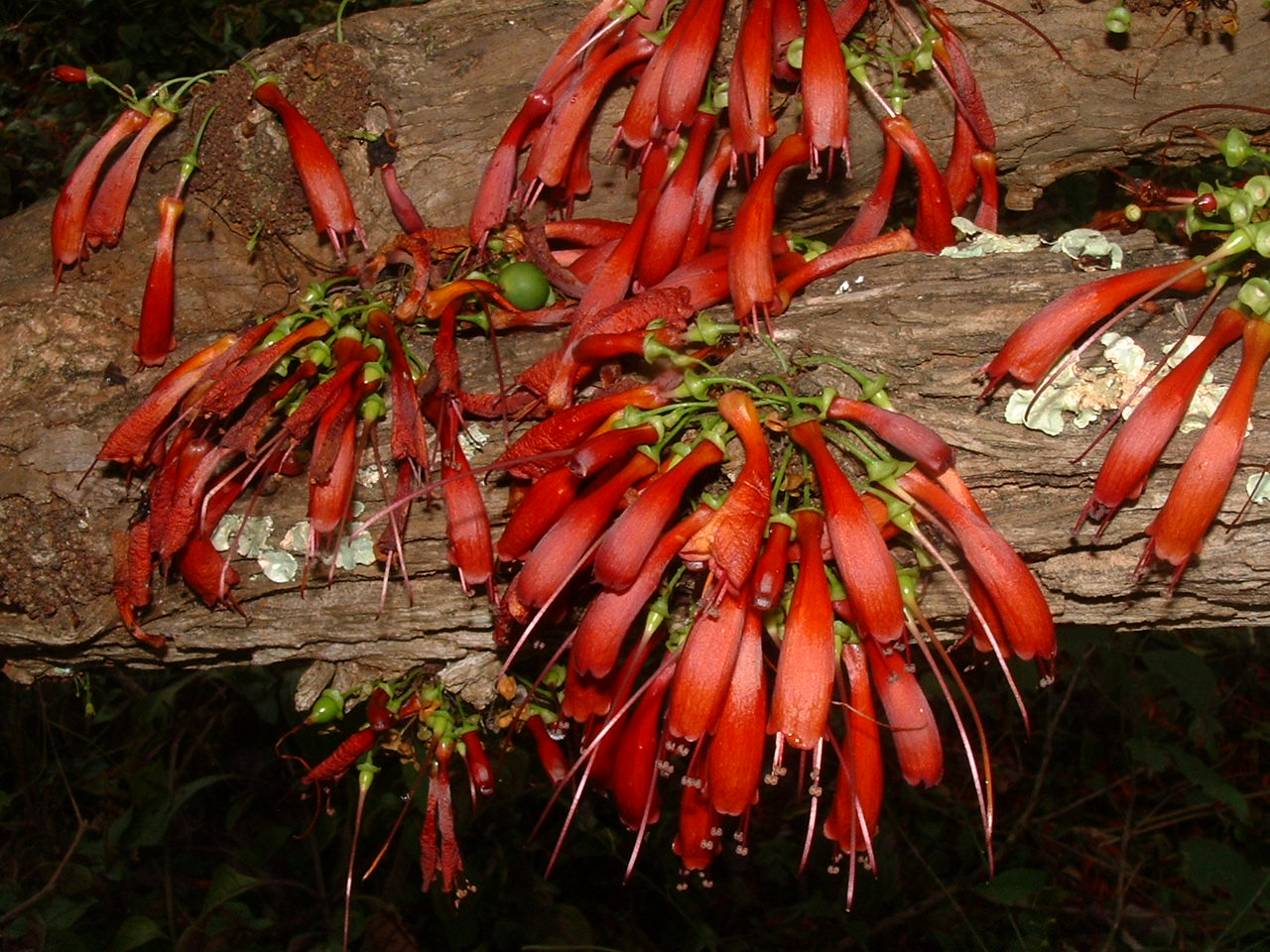
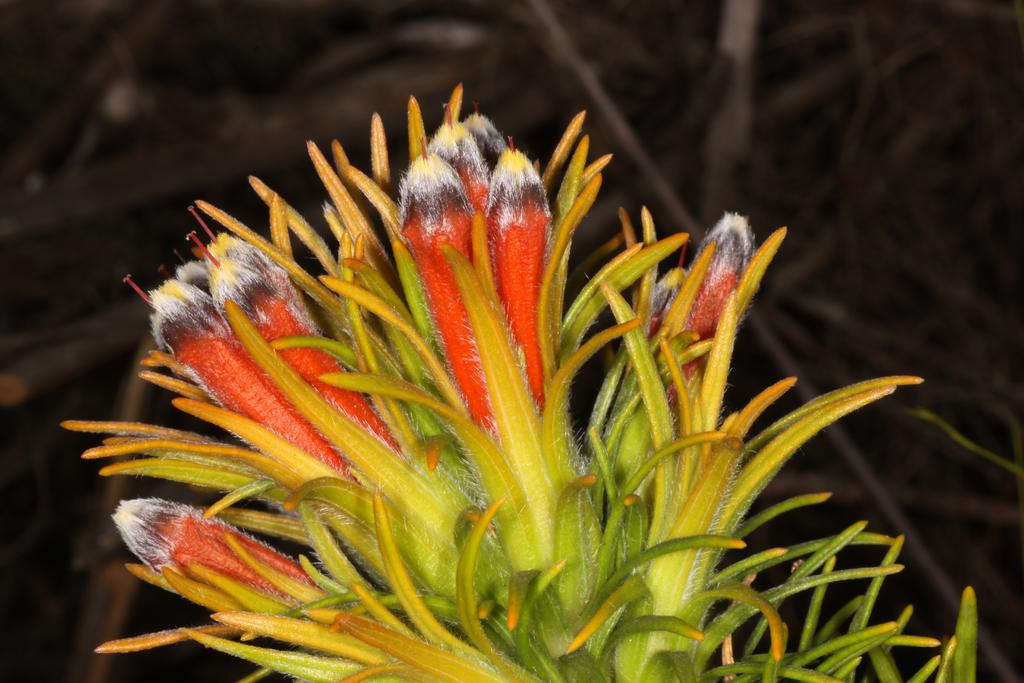

- Anastrabe integerrima
- Bowkeria verticillata
- Halleria lucida
- Retzia capensis